# 幼小一貫教育
幼小一貫教育（ようしょういっかんきょういく）とは、就学前教育（一般の幼稚園で行われている教育）と初等教育（一般の小学校で行われている教育）の課程を調整し、幼稚園での保育成果を効果的に小学校低学年時教育に引き継いだ、無駄を省き一貫性を持たせた体系的な教育方式のことである。これを行っている学校のことを幼小一貫校（ようしょういっかんこう）という。

## 概要
かつて一貫校といえば私立の学校がほとんどであったが、近年は幼稚園、小学校を統合した公立の幼小一貫校が各地で徐々に開校している。
無試験で上級学校に進学する学校を俗に「エスカレーター式」」と呼ぶことがあるため、幼小一貫校もこのように呼ばれることがある。
上記記載されている事とは別に、過疎地などでは幼稚園と小学校で校舎・敷地を共用する幼小併設校（幼小併置校）が存在する。このような形態の学校では一部の行事などを幼・小学校合同で実施することがある。

## 日本の幼小一貫教育を行っている学校の一覧

### 国立学校
- 東京都
  - 東京学芸大学附属幼稚園竹早園舎・附属竹早小学校

### 公立学校
- 岡山県
- 上齋原学園
  - 鏡野町立上齋原幼稚園・小学校
- 東京都
- 墨田区
  - 墨田区立第三寺島幼稚園・小学校

### 私立学校
- 東京都
  - 昭和女子大学附属 昭和幼稚園・小学校